# Klinik Bavaria
Klinik Bavaria (genauer Rudolf Presl GmbH & Co. Klinik Bavaria Rehabilitations KG) ist ein Betreiber mehrerer Rehakliniken in Bayern und Sachsen, sowie eines am Standort Kreischa (Sachsen) angeschlossenen Fachkrankenhauses als auch einiger Berufsfachschulen. Der Sitz des Unternehmens ist Bad Kissingen in Bayern.

## Standorte und Einrichtungen
- Rehakliniken:
  - Klinik Bavaria Kreischa – die größte Einrichtung des Unternehmens
  - Klinik Bavaria Zscheckwitz – Ortsteil von Kreischa[1]
  - Klinik Bavaria Bad Kissingen[2]
- Schulen und Sondereinrichtungen
  - siehe: Abschnitt in Klinik Bavaria Kreischa

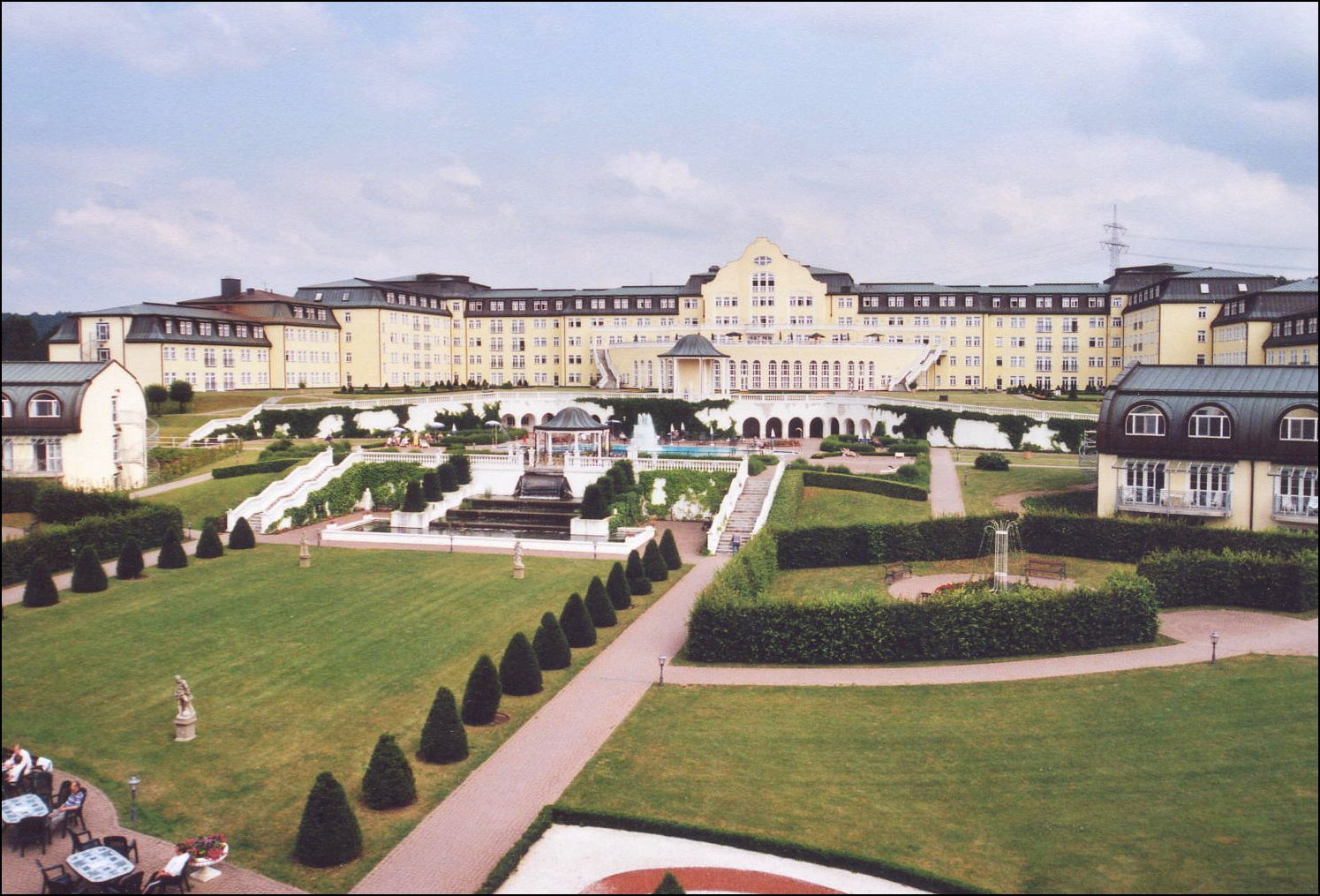
Klinik Bavaria Kreischa
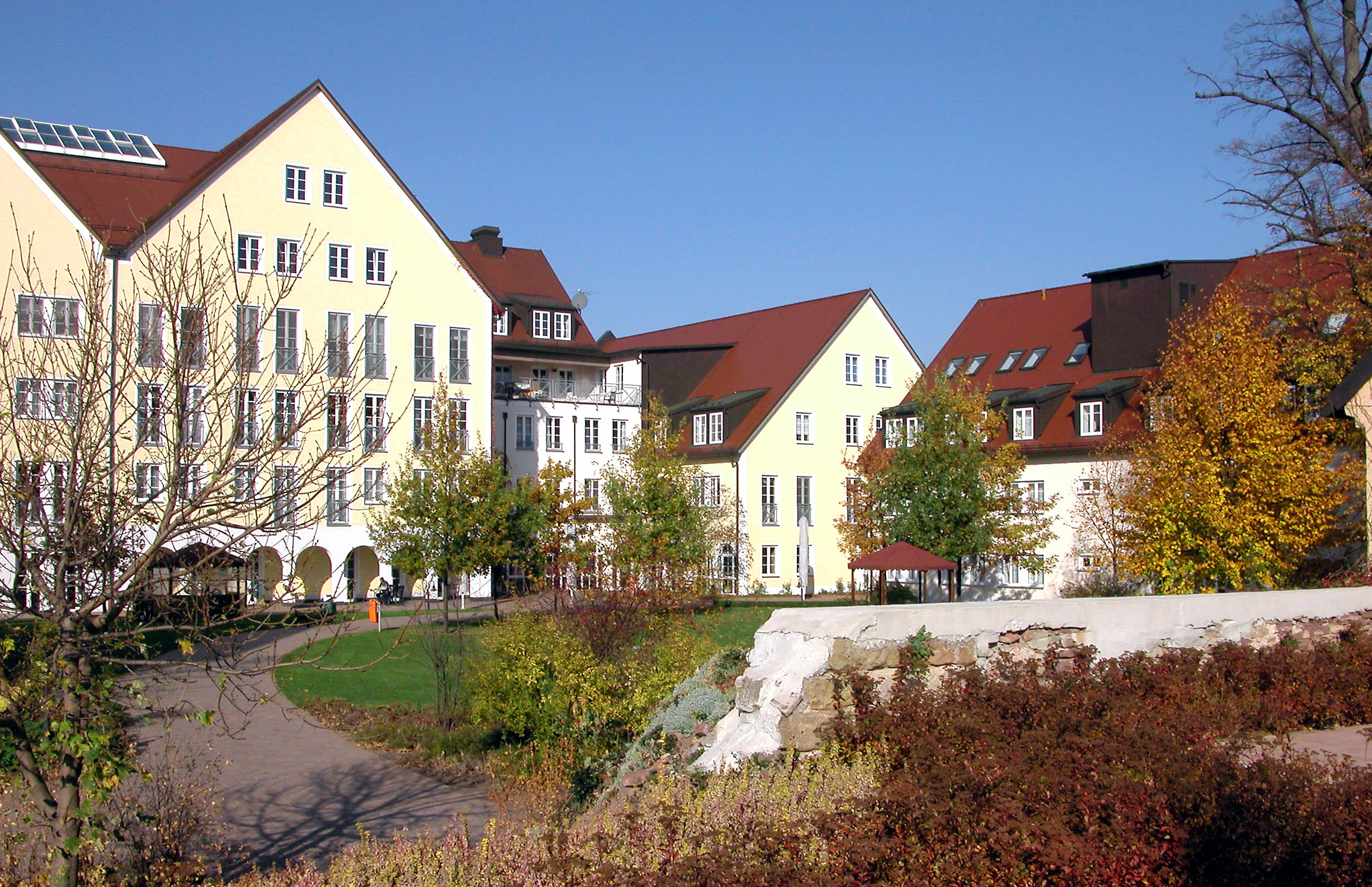
Klinik Bavaria Zscheckwitz
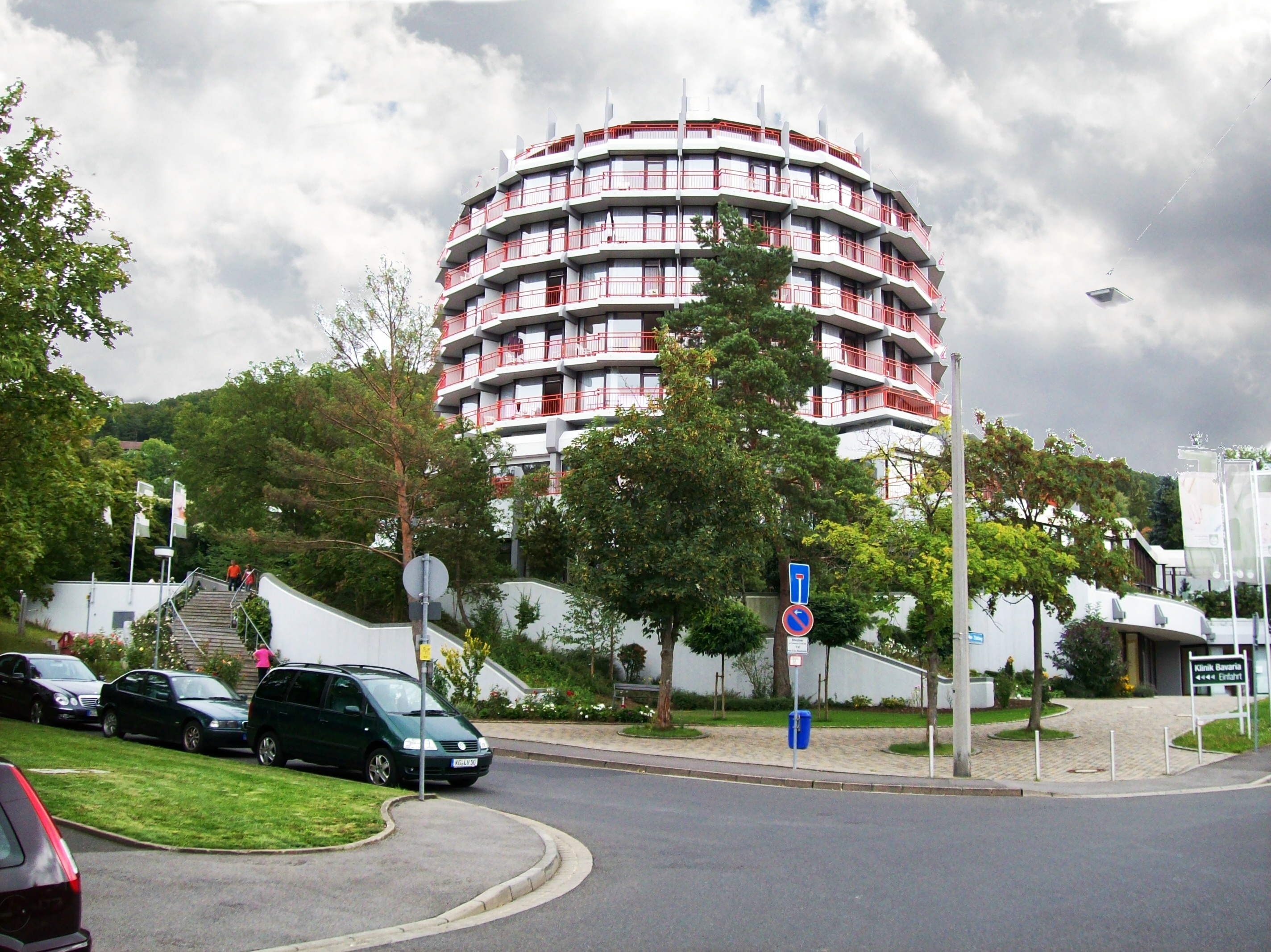
Klinik Bavaria Bad Kissingen
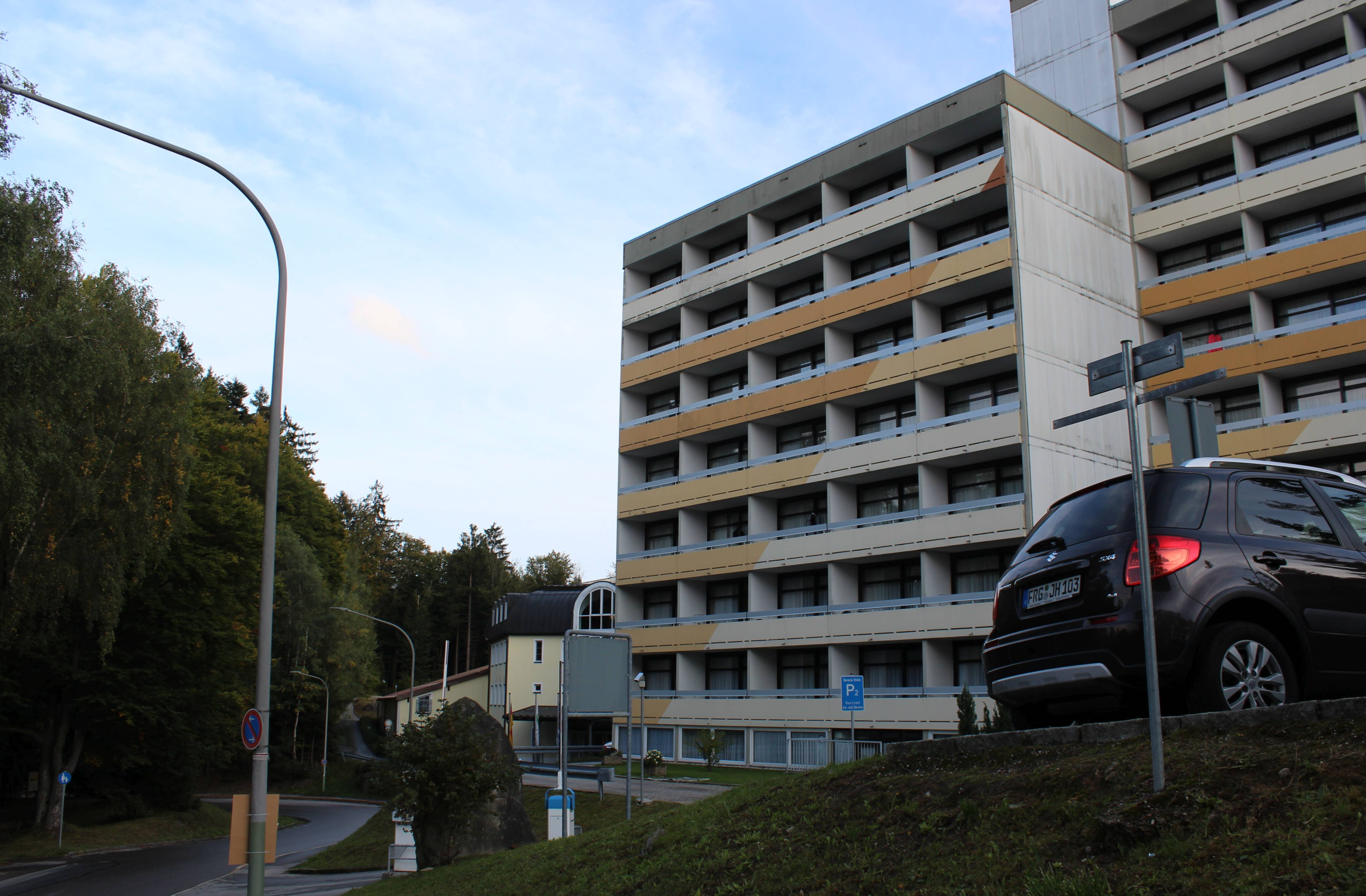
Klinik Bavaria Freyung